# 马式材
马式材（1898年2月18日—1961年），名式材，字子谷。中国共产党早期地下党员。

## 简介
1898年2月18日，马式材出生于湖南省新化县长鄄村。
1919年春赴北京升学，考入北京交通大学预科，毕业后转入本科。正值“五四”运动，马式材加入社会主义青年团。1925年，秘密加入中国共产党，1926年，随北伐军入闽，任中国国民党福州党部主委，结识中共福州市委书记陈昭礼和国民党左派李培桐，控制了福建国民党省党部，并和福州国民党左派潘谷公等人一起主编福建《民国日报》。1927年福州四三事变时，遭国民党中央党部通缉。
1938年，先后在江西、湖南、和福建境内帮助国民党第七十军军长和第二十五集团军总司令李觉和新四军代表陈昭礼一起在第七十军内举办抗日干部培训班。1942年2月任福建省政府顾问。1946年至1949年，受中共湖南工委指派，说服程潜、唐生智、陈明仁、李觉、刘斐、程星龄、邓飞黄等国民党将领投诚，长沙免于战乱。
中华人民共和国成立后，马式材担任湖南省临时政府办公室主任、省人民政府委员兼省民政厅副厅长、省民族事务委员会委员、省人大代表和省政协委员等职位。1961年因脑溢血逝于长沙，终年63岁。